# 荷葉茶

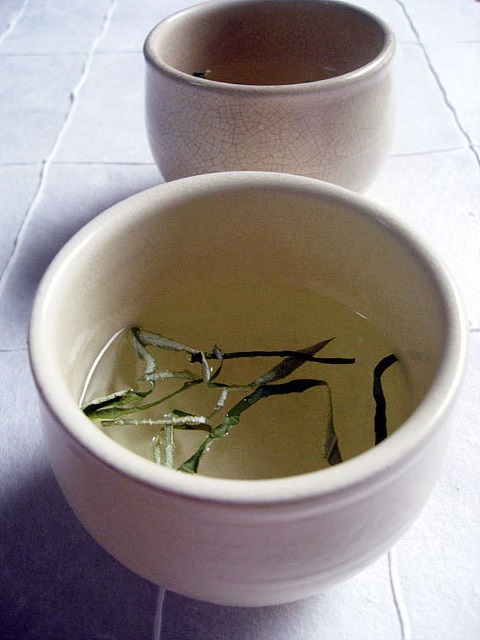
荷花茶

荷花茶又稱荷葉茶，是由荷花的荷葉、花、根、果实、种子制成的一种冲剂。荷葉茶在中国、朝鮮半島和越南均有人飲用。荷花茶中含有单宁、钾、钙、磷、镁等物質。
荷葉性味苦澀、平，歸經歸肝、脾及胃經，主要能夠清熱解暑、涼血止血。